# Stramonita brasiliensis
Stramonita brasiliensis (nomeada, em português, Saquaritá, Saguaritá ou Muçarete) é uma espécie de molusco gastrópode marinho pertencente à família Muricidae e subfamília Rapaninae, sendo predadora de mexilhões, ostras e cracas. Foi classificada por Claremont & D. G. Reid em 2011, separada da espécie Stramonita haemastoma (ex Thais haemastoma) por análise molecular de ADN e reconhecida como espécie nova em texto, The Geographic Scale of Speciation In a Marine Snail With High Dispersal Potential, publicado no Journal of Biogeography nº 38 (páginas 1016 a 1032). É nativa do oeste do oceano Atlântico, em litoral de pedras e costões rochosos, na zona entremarés. No Brasil é usada na alimentação, ocorrendo em toda a costa até o Uruguai.

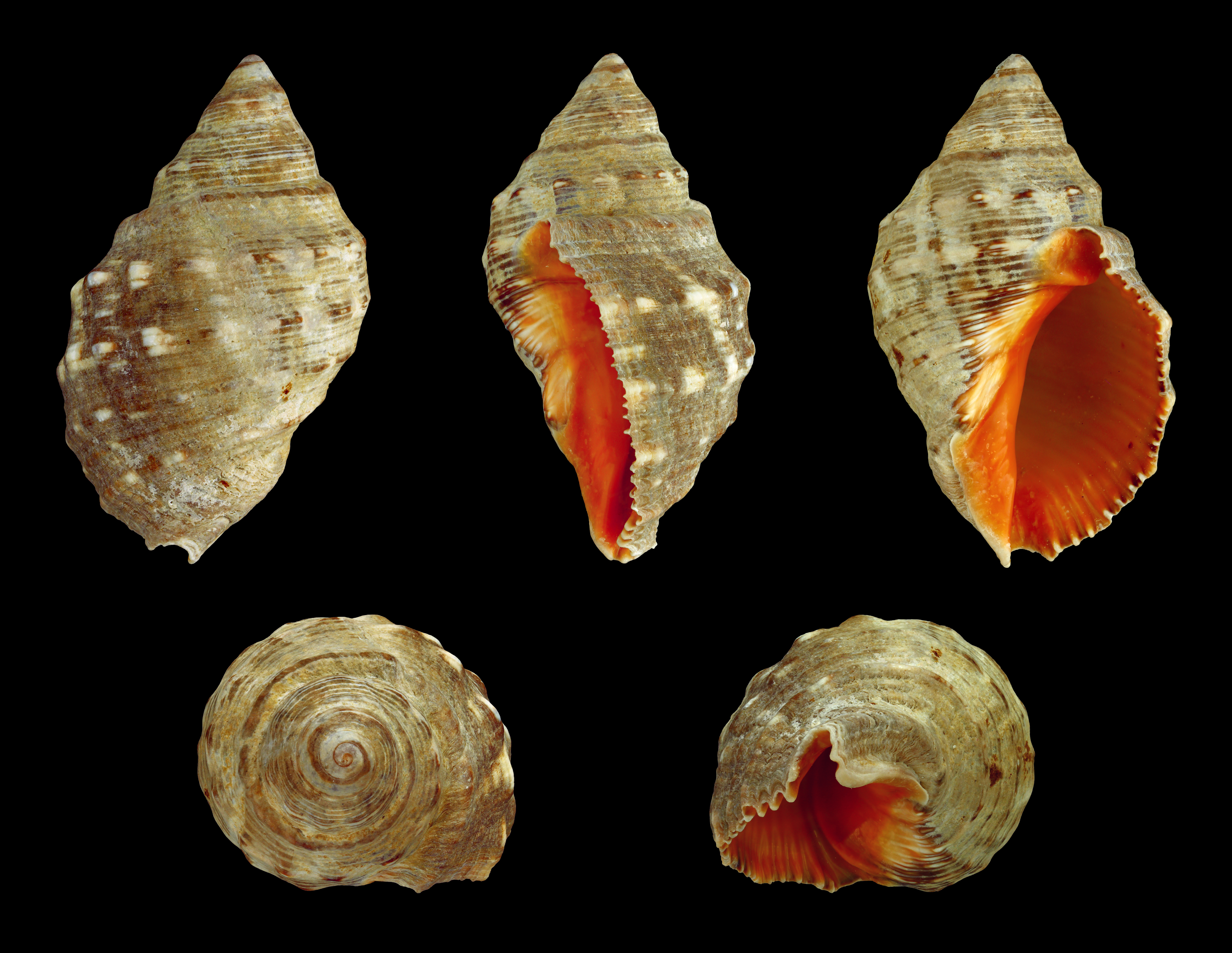
Cinco vistas da concha de Stramonita haemastoma, uma espécie que já esteve classificada, junto com S. brasiliensis, no gênero Thais; e, inclusive. já foram a mesma espécie.